# Saint-Hilaire-en-Lignières
Saint-Hilaire-en-Lignières és un municipi francès, situat al departament de Cher i a la regió de Centre – Vall del Loira. L'any 2007 tenia 512 habitants.

## Demografia

### Població
El 2007 la població de fet de Saint-Hilaire-en-Lignières era de 512 persones. Hi havia 236 famílies, de les quals 88 eren unipersonals (36 homes vivint sols i 52 dones vivint soles), 100 parelles sense fills i 48 parelles amb fills.
La població ha evolucionat segons el següent gràfic:
Habitants censats

### Habitatges
El 2007 hi havia 375 habitatges, 238 eren l'habitatge principal de la família, 102 eren segones residències i 35 estaven desocupats. 373 eren cases i 2 eren apartaments. Dels 238 habitatges principals, 201 estaven ocupats pels seus propietaris, 33 estaven llogats i ocupats pels llogaters i 4 estaven cedits a títol gratuït; 3 tenien una cambra, 34 en tenien dues, 46 en tenien tres, 77 en tenien quatre i 78 en tenien cinc o més. 153 habitatges disposaven pel capbaix d'una plaça de pàrquing. A 133 habitatges hi havia un automòbil i a 84 n'hi havia dos o més.

### Piràmide de població
La piràmide de població per edats i sexe el 2009 era:
| Homes | Edats   | Dones |
| ----- | ------- | ----- |
| 0     | 95 o +  | 0     |
| 4     | 90 a 94 | 0     |
| 0     | 85 a 89 | 4     |
| 4     | 80 a 84 | 8     |
| 8     | 75 a 79 | 16    |
| 24    | 70 a 74 | 20    |
| 16    | 65 a 69 | 24    |
| 16    | 60 a 64 | 16    |
| 28    | 55 a 59 | 28    |
| 20    | 50 a 54 | 12    |
| 20    | 45 a 49 | 12    |
| 12    | 40 a 44 | 12    |
| 32    | 35 a 39 | 28    |
| 12    | 30 a 34 | 20    |
| 12    | 25 a 29 | 12    |
| 8     | 20 a 24 | 4     |
| 8     | 15 a 19 | 24    |
| 8     | 10 a 14 | 8     |
| 20    | 5 a 9   | 4     |
| 4     | 0 a 4   | 8     |

## Economia
El 2007 la població en edat de treballar era de 326 persones, 207 eren actives i 119 eren inactives. De les 207 persones actives 189 estaven ocupades (109 homes i 80 dones) i 18 estaven aturades (10 homes i 8 dones). De les 119 persones inactives 59 estaven jubilades, 21 estaven estudiant i 39 estaven classificades com a «altres inactius».

### Ingressos
El 2009 a Saint-Hilaire-en-Lignières hi havia 251 unitats fiscals que integraven 521 persones, la mediana anual d'ingressos fiscals per persona era de 14.699 €.

### Activitats econòmiques
Dels 17 establiments que hi havia el 2007, 2 eren d'empreses de construcció, 6 d'empreses de comerç i reparació d'automòbils, 1 d'una empresa de transport, 2 d'empreses d'hostatgeria i restauració, 3 d'empreses de serveis, 1 d'una entitat de l'administració pública i 2 d'empreses classificades com a «altres activitats de serveis».
Dels 3 establiments de servei als particulars que hi havia el 2009, 1 era un taller de reparació d'automòbils i de material agrícola, 1 guixaire pintor i 1 restaurant.
Dels 2 establiments comercials que hi havia el 2009, 1 era una botiga de més de 120 m² i 1 una botiga de material de revestiment de parets i terra.
L'any 2000 a Saint-Hilaire-en-Lignières hi havia 75 explotacions agrícoles que ocupaven un total de 3.822 hectàrees.

## Equipaments sanitaris i escolars
El 2009 hi havia una escola elemental integrada dins d'un grup escolar amb les comunes properes formant una escola dispersa.

## Poblacions més properes
El següent diagrama mostra les poblacions més properes.